# Nationalstraße 202 (China)
Die Nationalstraße 202 (chinesisch 202国道, Pinyin 202 Guódào, englisch China National Highway 202), chin. Abk. G202, ist eine 1.818 km lange, in Nord-Süd-Richtung verlaufende Fernstraße im Nordosten Chinas in den Provinzen Heilongjiang, Jilin und Liaoning. Sie führt von Heihe über Bei’an, Harbin, Jilin, Shenyang und Gaizhou in die Küstenmetropole Dalian.